# Merionoeda brachyptera
Merionoeda brachyptera là một loài bọ cánh cứng trong họ Cerambycidae.